# Montreuil-la-Cambe
Pour les articles homonymes, voir Montreuil et Cambe.
Montreuil-la-Cambe est une commune française, située dans le département de l'Orne en région Normandie, peuplée de 80 habitants.

## Géographie
La commune est au sud-ouest du pays d'Auge. Le petit bourg de Montreuil est à 5 km au nord de Trun, à 17 km à l'ouest de Vimoutiers, à 17 km au sud-est de Saint-Pierre-sur-Dives, à 18 km à l'est de Falaise et à 18 km au sud-ouest de Livarot.

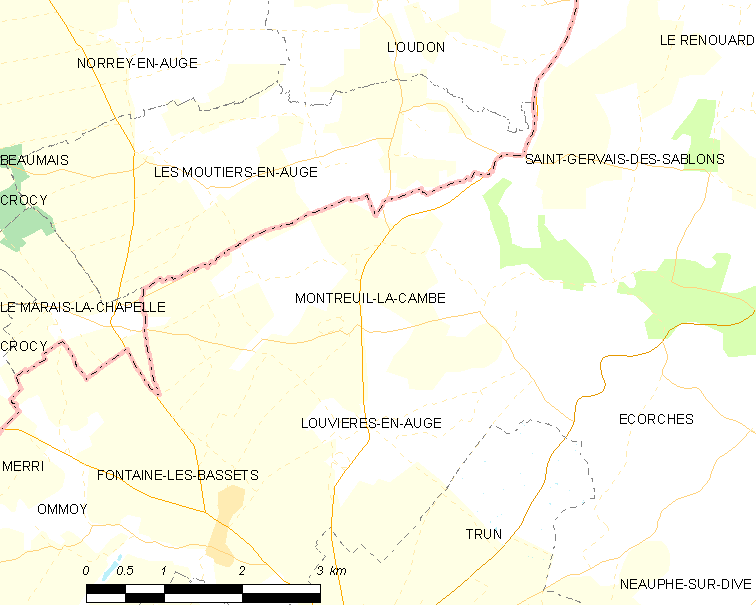
Carte de la commune.

| Les Moutiers-en-Auge (Calvados)  | Les Moutiers-en-Auge (Calvados) | Saint-Gervais-des-Sablons |
| Le Marais-la-Chapelle (Calvados) | Montreuil-la-Cambe              | Écorches                  |
| Fontaine-les-Bassets             | Louvières-en-Auge               | Trun                      |

### Hydrographie
La commune est située dans le bassin Seine-Normandie. Elle est drainée par le Radon, le cours d'eau 01 de la Source Blavette, le fossé 01 du Hamelet, le fossé 02 de la Source Blavette, le Radon de la Chapelle et le ruisseau des Aneries,,.

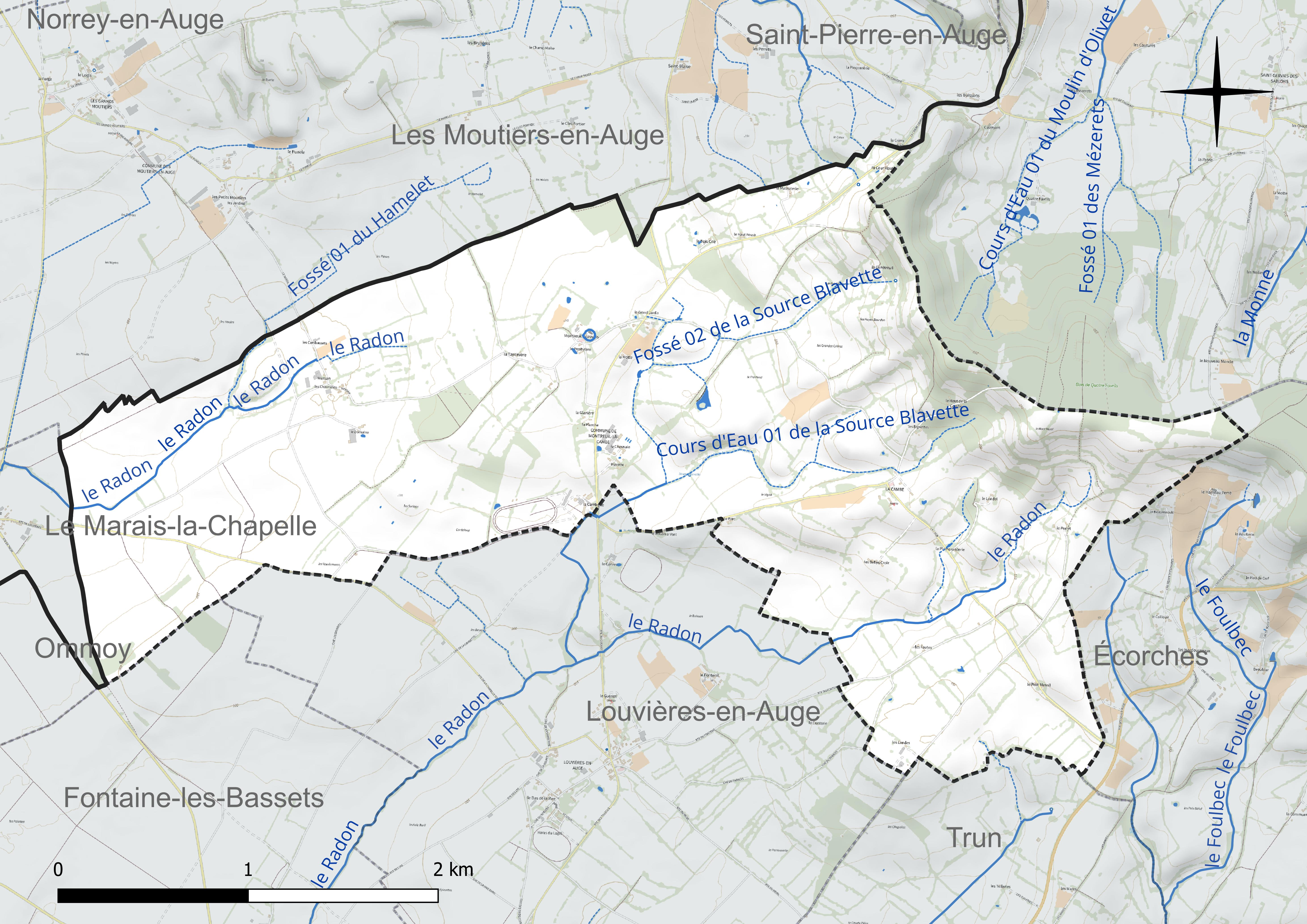
Réseau hydrographique de Montreuil-la-Cambe.

### Climat
Pour des articles plus généraux, voir Climat de la Normandie et Climat de l'Orne.
En 2010, le climat de la commune est de type climat océanique altéré, selon une étude du CNRS s'appuyant sur une série de données couvrant la période 1971-2000. En 2020, Météo-France publie une typologie des climats de la France métropolitaine dans laquelle la commune est exposée à un climat océanique et est dans la région climatique Normandie (Cotentin, Orne), caractérisée par une pluviométrie relativement élevée (850 mm/a) et un été frais (15,5 °C) et venté. Parallèlement le GIEC normand, un groupe régional d’experts sur le climat, différencie quant à lui, dans une étude de 2020, trois grands types de climats pour la région Normandie, nuancés à une échelle plus fine par les facteurs géographiques locaux. La commune est, selon ce zonage, exposée à un « climat des plateaux abrités », correspondant à la plaine agricole de Caen à Falaise, sous le vent des collines de Normandie et proche de la mer, se caractérisant par une pluviométrie et des contraintes thermiques modérées.
Pour la période 1971-2000, la température annuelle moyenne est de 10,2 °C, avec une amplitude thermique annuelle de 13,3 °C. Le cumul annuel moyen de précipitations est de 883 mm, avec 13,6 jours de précipitations en janvier et 8 jours en juillet. Pour la période 1991-2020, la température moyenne annuelle observée sur la station météorologique la plus proche, située sur la commune de Damblainville à 12 km à vol d'oiseau, est de 11,6 °C et le cumul annuel moyen de précipitations est de 716,8 mm,. Pour l'avenir, les paramètres climatiques de la commune estimés pour 2050 selon différents scénarios d’émission de gaz à effet de serre sont consultables sur un site dédié publié par Météo-France en novembre 2022.

## Urbanisme

### Typologie
Au 1er janvier 2024, Montreuil-la-Cambe est catégorisée commune rurale à habitat très dispersé, selon la nouvelle grille communale de densité à sept niveaux définie par l'Insee en 2022.
Elle est située hors unité urbaine et hors attraction des villes,.

### Occupation des sols
L'occupation des sols de la commune, telle qu'elle ressort de la base de données européenne d’occupation biophysique des sols Corine Land Cover (CLC), est marquée par l'importance des territoires agricoles (99,1 % en 2018), une proportion identique à celle de 1990 (99,1 %). La répartition détaillée en 2018 est la suivante : 
prairies (61,2 %), terres arables (37,7 %), forêts (0,9 %), zones agricoles hétérogènes (0,3 %). L'évolution de l’occupation des sols de la commune et de ses infrastructures peut être observée sur les différentes représentations cartographiques du territoire : la carte de Cassini (XVIIIe siècle), la carte d'état-major (1820-1866) et les cartes ou photos aériennes de l'IGN pour la période actuelle (1950 à aujourd'hui).

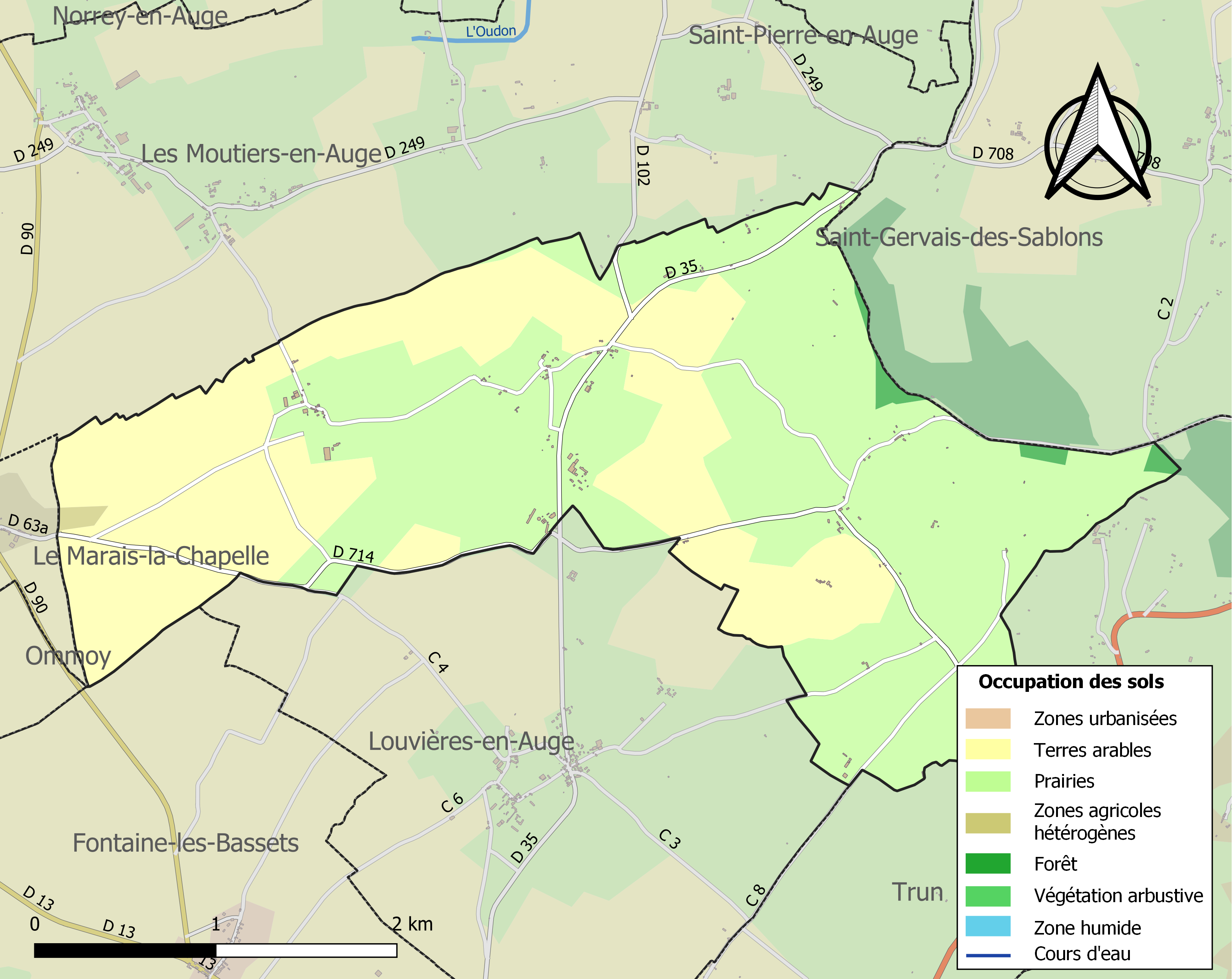
Carte des infrastructures et de l'occupation des sols de la commune en 2018 (CLC).

## Toponymie
Le nom de la localité est attesté sous les formes Montreuil en Auge en 1793, Montreuil en 1801, Montreuil-la-Cambe en 1858.
Le toponyme Montreuil est issu du bas latin monasteriolum, « petit monastère », également à l'origine des Moustier, ou leur variante, particulièrement dans l'Ouest de la France, Moutier ou encore Moustiers comme la commune voisine, Les Moutiers-en-Auge.
Cambe est un terme d’ancien français qui désignait une brasserie, lieu de fabrication de la bière.
Le gentilé est Montreuillais.

## Histoire
Un camp, dit du Mont de Fou, datant de l'Antiquité a été identifié au lieu-dit Mersan.
Au VIIIe siècle, la fille du comte d'Hiémois, Opportune, aurait été abbesse d'un petit monastère (monasteriolum) de femmes établi sur le territoire actuel de la commune. Son tombeau et celui de son frère Godegrand ou  Chrodegrand (évêque du diocèse de Séez décédé vers 765) furent placés dans cette abbaye. Vers 853, alors que les Normands faisaient de nombreuses incursions en pillant et détruisant sur leur passage, les restes vénérés de Godegrand et d'Opportune furent protégés par les fidèles qui les firent porter à Moussy-le-Neuf en Parisis où une église fut construite pour les accueillir. Des reliques furent redonnées plus tard à l'abbaye d'Almenêches que sainte Opportune avait fondée près de Sées.
Par un décret du 23 janvier 1858, les anciennes communes de Montreuil-la-Motte et de La Cambe — au sud-est de Montreuil — ont été réunies sous le nom de Montreuil-la-Cambe. Les deux communes étaient respectivement peuplées au recensement de 1851 de 208 et 172 habitants. Le bourg de Montreuil est aujourd'hui appelé Montreuil-Beauvais.

## Politique et administration
| Période                                  | Période   | Identité            | Étiquette | Qualité              |
| ---------------------------------------- | --------- | ------------------- | --------- | -------------------- |
| 1996                                     | mars 2014 | Nicole Blin         | SE        | Secrétaire de mairie |
| mars 2014                                | En cours  | Stanislas Delabasle | SE        | Producteur de lait   |
| Les données manquantes sont à compléter. |           |                     |           |                      |

Le conseil municipal est composé de sept membres dont le maire et deux adjoints.

## Démographie
L'évolution du nombre d'habitants est connue à travers les recensements de la population effectués dans la commune depuis 1793. Pour les communes de moins de 10 000 habitants, une enquête de recensement portant sur toute la population est réalisée tous les cinq ans, les populations de référence des années intermédiaires étant quant à elles estimées par interpolation ou extrapolation. Pour la commune, le premier recensement exhaustif entrant dans le cadre du nouveau dispositif a été réalisé en 2006.
En 2022, la commune comptait 80 habitants, en évolution de +11,11 % par rapport à 2016 (Orne : −3,21 %, France hors Mayotte : +2,11 %).
Montreuil-la-Cambe a compté jusqu'à 317 habitants en 1861, après la fusion des communes de Montreuil-la-Motte et La Cambe en 1858, mais les deux communes totalisaient 448 habitants en 1806 (respectivement 248 et 200 habitants).
| 1793 | 1800 | 1806 | 1821 | 1836 | 1841 | 1846 | 1851 | 1856 |
| ---- | ---- | ---- | ---- | ---- | ---- | ---- | ---- | ---- |
| 253  | 245  | 248  | 239  | 215  | 214  | 244  | 208  | 368  |

| 1861 | 1866 | 1872 | 1876 | 1881 | 1886 | 1891 | 1896 | 1901 |
| ---- | ---- | ---- | ---- | ---- | ---- | ---- | ---- | ---- |
| 317  | 289  | 262  | 267  | 245  | 225  | 205  | 190  | 173  |

| 1906 | 1911 | 1921 | 1926 | 1931 | 1936 | 1946 | 1954 | 1962 |
| ---- | ---- | ---- | ---- | ---- | ---- | ---- | ---- | ---- |
| 170  | 176  | 128  | 141  | 140  | 139  | 151  | 170  | 148  |

| 1968 | 1975 | 1982 | 1990 | 1999 | 2006 | 2011 | 2016 | 2021 |
| ---- | ---- | ---- | ---- | ---- | ---- | ---- | ---- | ---- |
| 138  | 103  | 94   | 84   | 79   | 83   | 81   | 72   | 74   |

| 2022 | - | - | - | - | - | - | - | - |
| ---- | - | - | - | - | - | - | - | - |
| 80   | - | - | - | - | - | - | - | - |

| 1793 | 1800 | 1806 | 1821 | 1836 | 1841 | 1846 | 1851 |
| ---- | ---- | ---- | ---- | ---- | ---- | ---- | ---- |
| 161  | 179  | 200  | 165  | 185  | 185  | 193  | 172  |

## Lieux et monuments

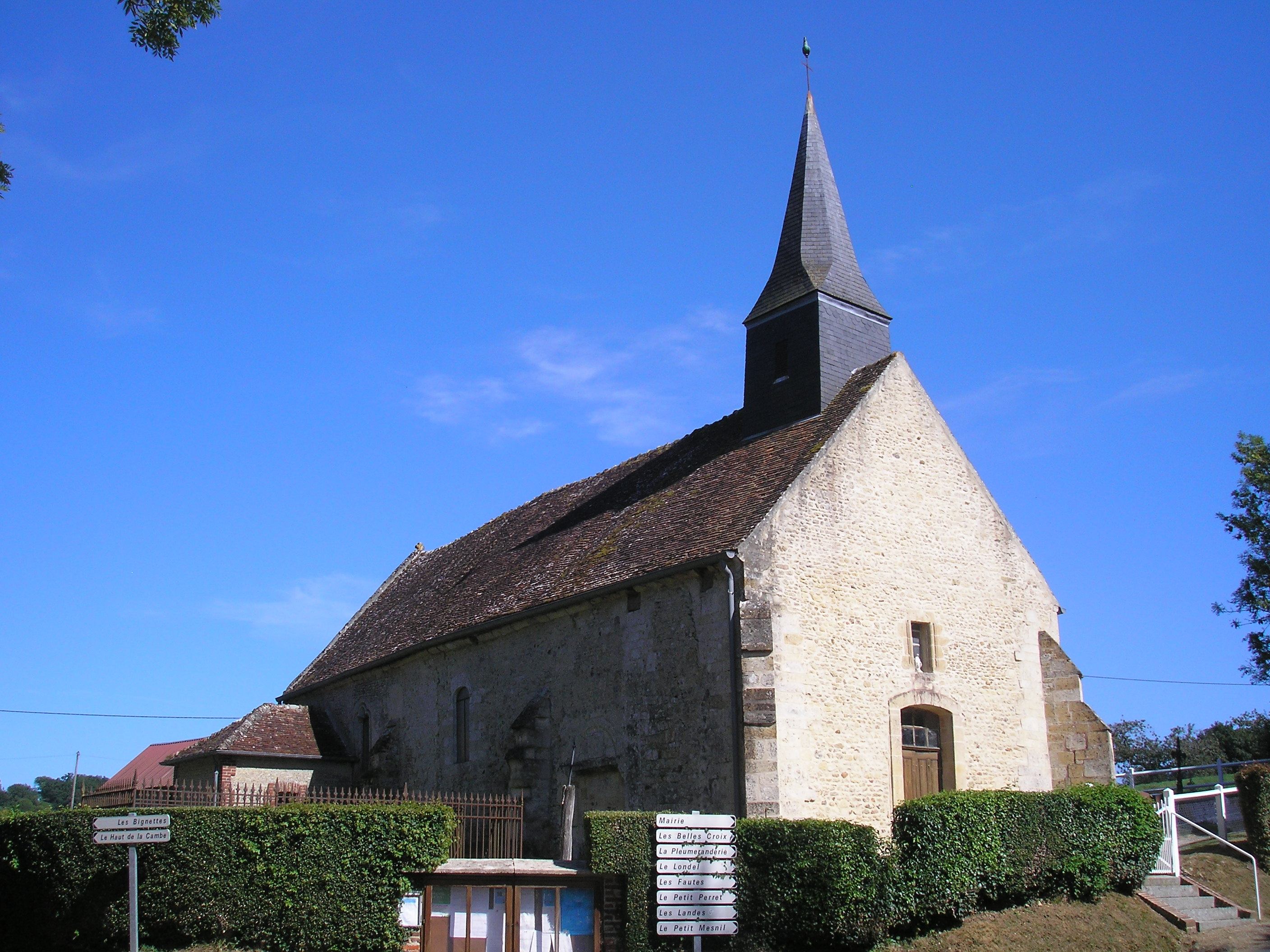
L'église Saint-Michel de La Cambe.

- Église Saint-Aubin de Montreuil-Beauvais, des XVe et XVIIe siècles[33].
- Église Saint-Michel de La Cambe, des XIe et XVIIe siècles[34].
- Château de Beauvais, du XVIe siècle[35].
- Presbytère de Montreuil, du XVIIIe siècle[36].
- Presbytère de La Cambe, du XVIIIe siècle[37].

## Personnalités liées à la commune
Guillaume-Gabriel Leclerc, curé de La Cambe, député du clergé au titre du bailliage d'Alençon en 1789.